# Millidgella
Millidgella là một chi nhện trong họ Linyphiidae.